# Capilla Real (Castillo de Dublín)

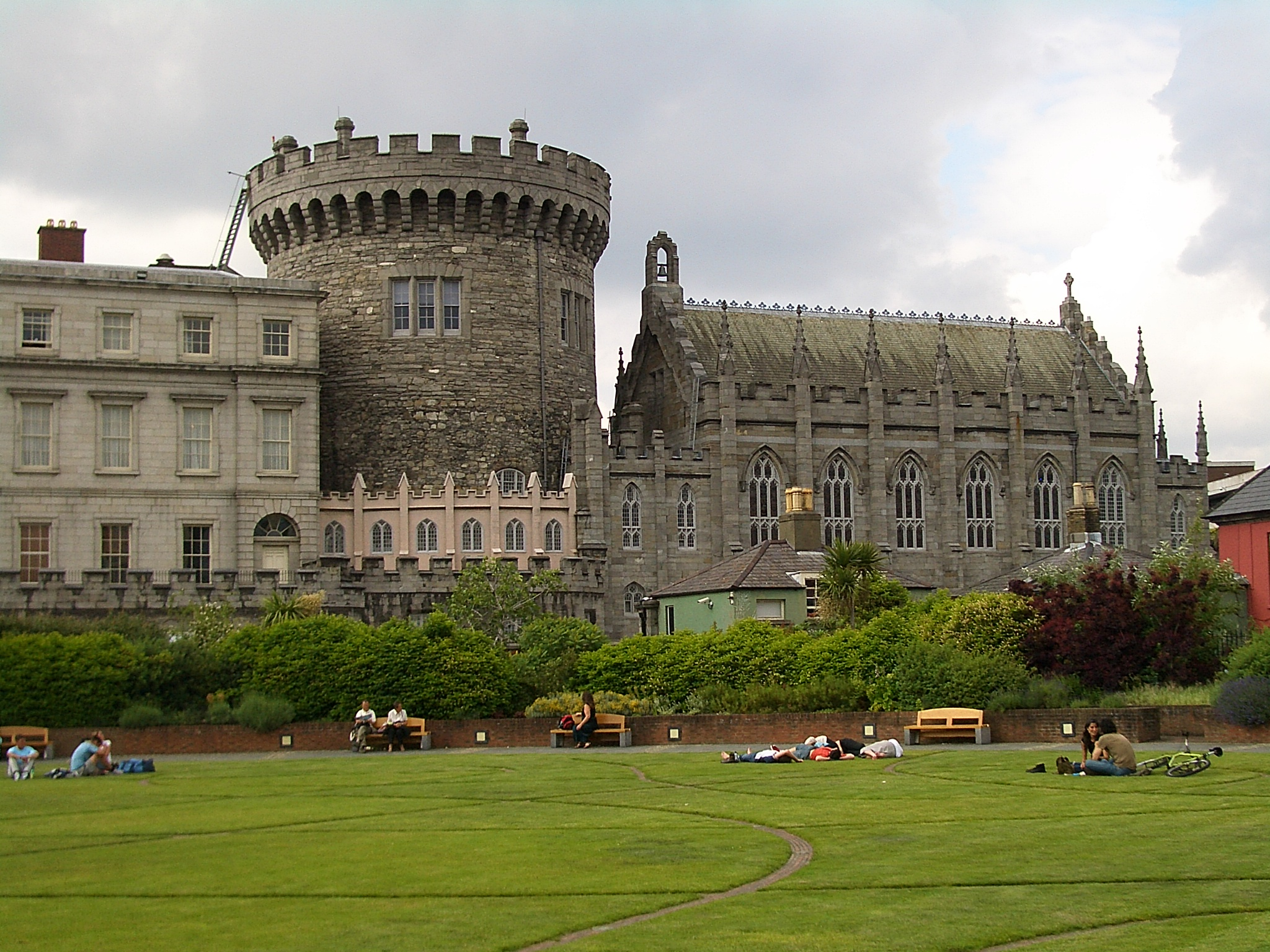
Vista de la Capilla Real en el Castillo de Dublín.

La Capilla Real (Inglés: Chapel Royal; Irlandés: Séipéal Ríoga) del Castillo de Dublín, ahora Iglesia de la Santísima Trinidad (Inglés: Church of the Most Holy Trinity), era la capilla anglicana oficial de  la casa del Señor Teniente de Irlanda desde la Edad Media hasta la creación del Estado Libre Irlandés en 1922. La creación del nuevo estado irlandés hizo que desapareciera el cargo de Señor Teniente y el gobierno británico en Irlanda, que había tenido su sede en el Castillo de Dublín. 

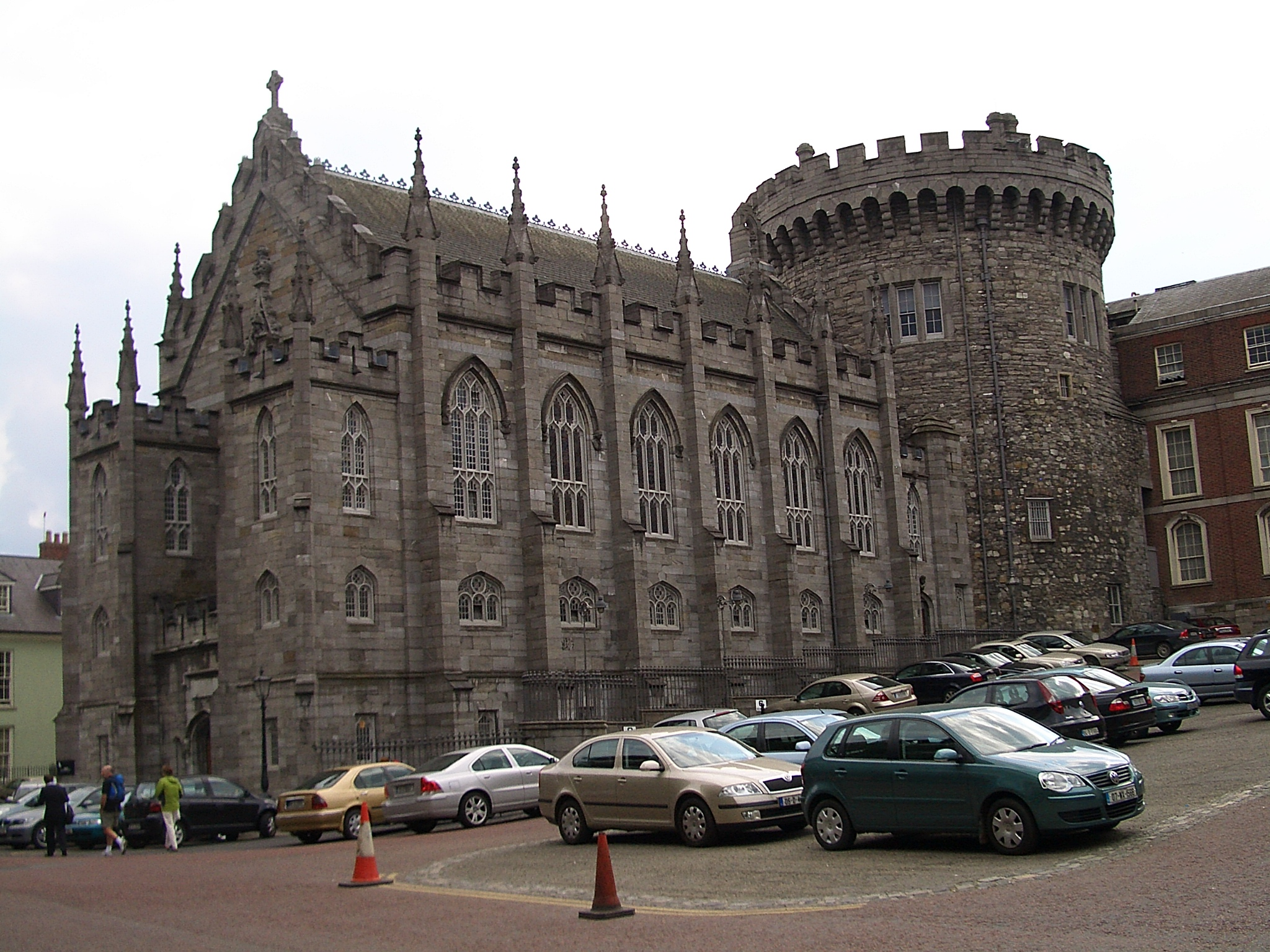
Vista de la Capilla Real en uno de los patios del Castillo de Dublín

El templo, de estilo neogótico, fue diseñado por Francis Johnston (1760-1829), el más destacado arquitecto que trabajó en Irlanda a principios del siglo XIX, y arquitecto del Board of Works. La capilla contiene uno de los mejores interiores góticos recuperados de Irlanda. Sustituyendo una mediocre iglesia anterior del siglo XVIII que tenía problemas estructurales al haber sido construida al lado de la original mota feudal, la nueva Capilla Real fue construida usando un armazón de vigas lo más ligero posible. Tan complicada era la naturaleza del lugar, que las obras tardaron siete años: empezaron en 1807 y fueron completadas con retraso en 1814. Los gastos también fueron superiores a los previstos. Todas las bóvedas y columnas fueron hechas con escayola sobre madera y fueron pintadas para dar el efecto de que se trata de piedra. El exterior está revestido con una fina capa de caliza y muestra muchas cabezas grabadas en la piedra.
Cada vez que un Señor Teniente dejaba el cargo, su escudo de armas era añadido en una de las ventanas de la capilla. Así, en la capilla se conservan todos los escudos de los Señores Tenientes de Irlanda desde el siglo XII. Los nacionalistas irlandeses anotan que la última ventana disponible fue ocupada por el hombre que fue el último Señor Teniente, Edmund FitzAlan-Howard, primer vizconde FitzAlan de Derwent.
En 1943, la antigua iglesia anglicana se convirtió en una iglesia católica con el nombre de Iglesia de la Santísima Trinidad (Inglés: Church of the Most Holy Trinity). A pesar de que la iglesia sigue estando consagrada, ya no se celebran en ella misas ni oficios religiosos. 
- Datos: Q4884577
- Multimedia: Chapel Royal, Dublin / Q4884577